# Spennymoor
Spennymoor è un comune di 19 816 abitanti della contea di Durham, in Inghilterra.